# رادک بجبل
رادک بجبل (انگلیسی: Radek Bejbl؛ زادهٔ ۲۹ اوت ۱۹۷۲) بازیکن فوتبال اهل جمهوری چک است که در پست هافبک دفاعی بازی می‌کرد. او چهار فصل با اتلتیکو مادرید و در فینال جام ملت‌های اروپا ۱۹۹۶ با تیم ملی جمهوری چک بازی کرد.
وی همچنین در تیم‌های ملی فوتبال زیر ۲۱ سال چکسلواکی، چکسلواکی، و جمهوری چک بازی کرده‌است.